# Hema (socken)
Hema (kinesiska: 河马乡, 河马) är en socken i Kina. Den ligger i den autonoma regionen Guangxi, i den södra delen av landet, omkring 180 kilometer nordost om regionhuvudstaden Nanning.
Genomsnittlig årsnederbörd är 2 140 millimeter. Den regnigaste månaden är maj, med i genomsnitt 389 mm nederbörd, och den torraste är oktober, med 36 mm nederbörd.